# Everdrup
Everdrup er en landsby på Sydsjælland med 253 indbyggere  (2024). Everdrup er beliggende i Everdrup Sogn ved Sydmotorvejen fire kilometer nord for Tappernøje og 15 kilometer øst for Næstved. Landsbyen tilhører Næstved Kommune og er beliggende i Region Sjælland.
Everdrup Kirke og Everdrup Stadion ligger i landsbyen.